# Derrière nos écrans de fumée
Pour plus de détails, voir Fiche technique et Distribution.
Derrière nos écrans de fumée (The Social Dilemma) est un docufiction américain écrit et réalisé par Jeff Orlowski. Sorti via Netflix le 9 septembre 2020, le film explore la montée en puissance des médias sociaux et les dommages qu'ils ont causés à la société, en se concentrant sur leur exploitation de leurs utilisateurs à des fins financières grâce au capitalisme de surveillance et à l'exploration de données, comment leur conception est censée nourrir une dépendance, leur utilisation en politique, leur impact sur la santé mentale (y compris la santé mentale des adolescents et l'augmentation des taux de suicide chez les jeunes utilisateurs de ces réseaux sociaux) et leur rôle dans la diffusion des théories du complot et l'aide à des groupes tels que les flat-earthers et les suprémacistes blancs. 
Le film présente des entretiens avec l'ancien éthicien du design de Google et cofondateur du Center for Humane Technology Tristan Harris, son collègue cofondateur du Center for Humane Technology Aza Raskin, le cofondateur d'Asana et le co-créateur du bouton like de Facebook Justin Rosenstein, la professeure Shoshana Zuboff de l'université Harvard, l'ancien président de Pinterest Tim Kendall, la directrice de la recherche sur les politiques d'AI Now Rashida Richardson, le directeur de la recherche Yonder Renee DiResta, la directrice du programme de bourses de recherche en toxicomanie de l'université Stanford, Anna Lembke (en), et Jaron Lanier, l'un des pionniers de la réalité virtuelle. Les interviews sont coupées avec des dramatisations mettant en vedette les acteurs Skyler Gisondo, Kara Hayward et Vincent Kartheiser, qui racontent l'histoire de plusieurs adolescents dépendants à ces supports sociaux.

## Résumé
Le docudrame Derrière nos écrans de fumée, réalisé par Jeff Orlowski, décortique le modèle économique d'entreprises du numérique, tels que Facebook, Google, Twitter, Instagram et YouTube. Des analyses d'universitaires, tels que Shoshana Zuboff, auteure du concept de « capitalisme de surveillance »des adolescents dont l'attention est de plus en plus mobilisée par leur activité en ligne,.

## Distribution
- Tristan Harris[4]
- Aza Raskin
- Justin Rosenstein (en)
- Shoshana Zuboff
- Jaron Lanier
- Tim Kendall (en)
- Rashida Richardson (en)
- Renée DiResta (en)
- Guillaume Chaslot
- Anna Lembke (en)
- Skyler Gisondo (VF : Pierre-Henry Prunel) : Ben
- Kara Hayward : Cassandra
- Vincent Kartheiser : IA
- Sophia Hammons : Isla
- Catalina Garayoa : Rebecca
- Barbara Gehring : maman
- Chris Grundy : beau-père

## Accueil
Derrière nos écrans de fumée a reçu une note de 7,7/10 sur IMDb et de 89 % sur Rotten Tomatoes. ABC News a considéré que le film a « un regard révélateur sur la façon dont les médias sociaux sont conçus pour créer une dépendance et manipuler notre comportement, raconté par certaines des personnes mêmes qui ont supervisé les systèmes dans des endroits comme Facebook, Google et Twitter » et a dit du documentaire qu'il « [vous donnera] immédiatement envie de jeter votre smartphone à la poubelle [...] puis de jeter la poubelle à travers la fenêtre d'un dirigeant de Facebook ».
Variety estime que le film explique bien comment « ce qui est à risque n'est clairement pas seulement le profit, ou même les enfants mal socialisés, mais la confiance emphatique qui lie les sociétés, ainsi que la solidité des institutions démocratiques [que] nous sommes. L'apprentissage peut être trop efficacement compromis par un régime régulier de mèmes qui déforment la perspective ». Selon IndieWire, le film est « l'analyse la plus lucide, succincte et profondément terrifiante des médias sociaux jamais créée ». Une revue du Financial Times indique que le film « détaille soigneusement les niveaux de dépression qui montent en flèche chez les enfants et les adolescents ; les terriens plats et les suprémacistes blancs ; le génocide au Myanmar ; la désinformation concernant le Covid 19 ; [et] la mise en péril de la vérité objective et de la désintégration sociale ». Le New York Times a déclaré que le film mettait en vedette « des déserteurs consciencieux de sociétés telles que Facebook, Twitter et Instagram [qui] expliquent que la perniciosité des plateformes de réseaux sociaux est une fonctionnalité, pas un bug ». Une critique du Los Angeles Times a estimé que « si la plupart des gens savent qu'ils sont exploités pour obtenir des données sur ces sites, peu se rendent compte de la profondeur de l'enquête [...] si vous pensez que le compromis ne fait que prendre des publicités ciblées pour vos baskets préférées, vous êtes sous le choc ».
Dans la rubrique « Culture » de son site web, France Info remarque l'efficacité du dispositif scénaristique du documentaire (alternance d'entretiens et de séquences de fiction illustrant le propos des personnes interviewées). Selon le média en ligne, l'ensemble de l'œuvre est une mise à nu implacable de la volonté des concepteurs des médias sociaux d'influer sur nos comportements et de façonner nos esprits. Le quotidien français Le Monde partage cette analyse. La responsabilité individuelle des internautes est aussi soulignée. La démonstration est cependant affaiblie par le fait d'imputer les dérèglements sociaux aux seuls réseaux sociaux et les motivations des anciens employés de géants du Web qui témoignent qu'ils ne sont pas exemptes d'hypocrisie. De plus, le diffuseur, l'entreprise multinationale américaine Netflix, utilise aussi des algorithmes conçus pour nous rendre addicts à ses services.

### Films connexes
- The Great Hack
- Une contre-histoire de l'Internet